# Украинские конверсионные варианты автоматов Калашникова

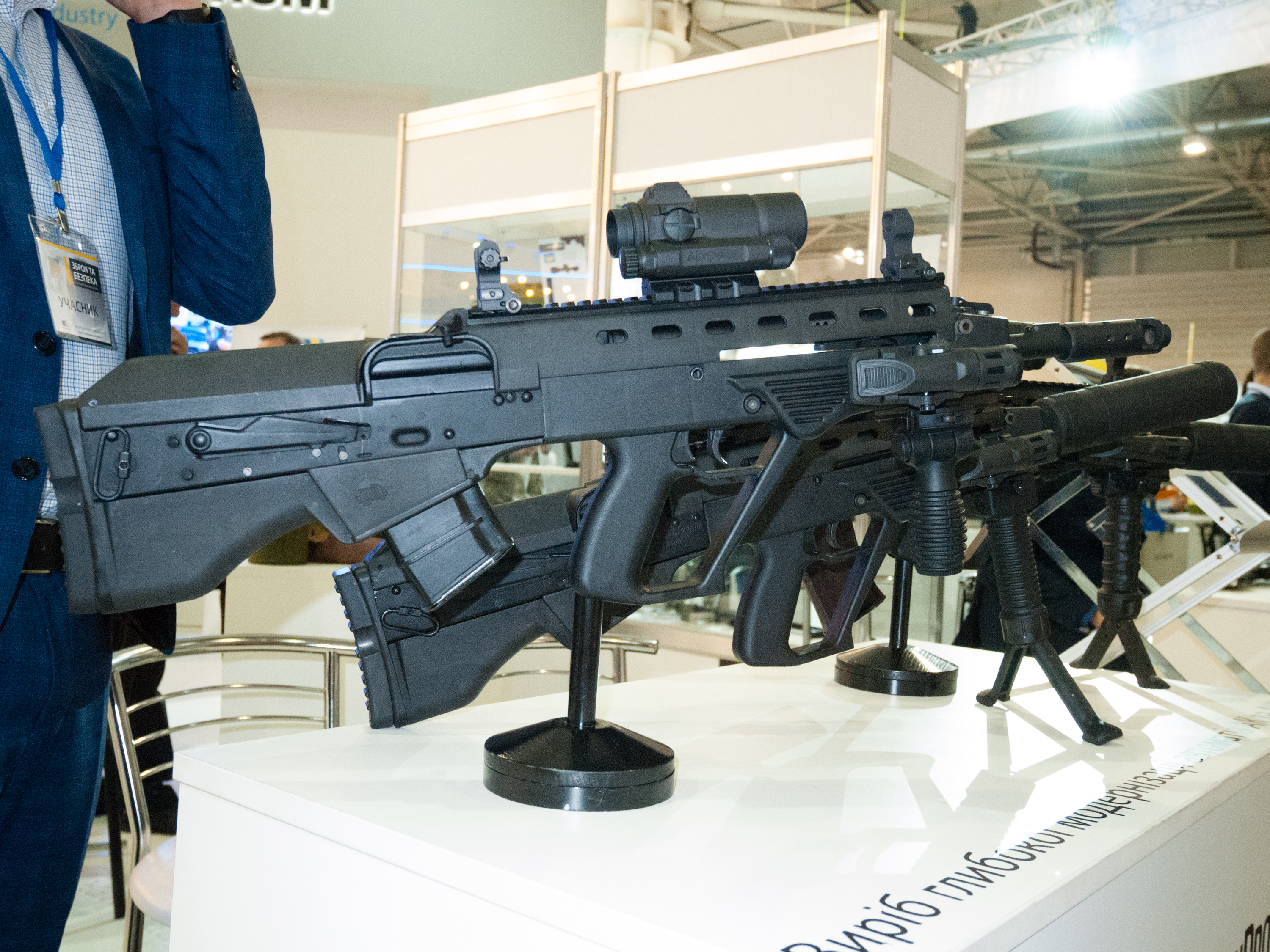
"Малюк" на выставке в Киеве 10 октября 2017

После провозглашения независимости Украины на территории страны остались значительные запасы советского стрелкового оружия (в том числе, автоматов Калашникова), количество которых в связи с сокращением численности вооружённых сил представлялось избыточным.
Помимо экспорта автоматов уже в 1990е годы неоднократно предпринимались попытки модернизации или переоборудования автоматов Калашникова советского производства для потребностей государственных силовых структур страны и иностранных заказчиков, а также их переделки в гражданское оружие для коммерческой продажи на внутреннем рынке.

## История
В 1994 году из автомата АКМ был изготовлен 7,62-мм самозарядный охотничье-промысловый карабин «Вепрь», который был снабжён двумя магазинами — на 5 и 10 патронов (для соответствия требованиям к гражданскому охотничьему оружию, установленным в соответствии с действовавшим законодательством об оружии). Демонстрационный экземпляр был представлен на оружейной выставке «Оружие-95» в Киеве, но серийно не производился.
В 2001 году из автомата АК-74 был изготовлен первый 5,45-мм автомат «Вепрь», который проходил испытания в спецподразделении «Титан» МВД Украины. Кроме того, по программе «Снайпер-1» была изготовлена одна 5,45-мм специальная снайперская винтовка «Вепрь» (также известная под наименованием «Вепрь-2»). В дальнейшем, в 2001—2003 годы киевским Научно-техническим центром точного машиностроения на базе АК-74 был разработан 5,45-мм автомат «Вепр», который был предложен министерству обороны Украины, но на вооружение не поступил и серийно не выпускался.
14 июля 2005 года Кабинет министров Украины утвердил решение о сокращении складских запасов стрелкового оружия вооружённых сил Украины (в том числе, автоматов АКМ), а 23 ноября 2005 года правительство Украины подписало соглашение с Агентством НАТО по материально-техническому обеспечению и снабжению (NAMSA), в соответствии с которым приняло на себя обязательства начать уничтожение избыточных запасов вооружения и боеприпасов в обмен на предоставление материально-финансовой помощи.
1 марта 2006 года было принято решение о сокращении запасов стрелкового оружия войск гражданской обороны министерства чрезвычайных ситуаций Украины (в том числе, автоматов АКМ и АКМС).
В 2007 году на предприятии НПО «Форт» были разработаны варианты модернизации автоматов Калашникова (с установкой прицельной планки «пикатинни» и складных телескопических прикладов) для спецподразделений СБУ и МВД Украины. В дальнейшем, на этом предприятии началась переделка советских автоматов АКМ в самозарядные карабины для продажи в качестве гражданского оружия. Они выпускались в нескольких модификациях и вариантах исполнения: АКМ-МФ (самозарядный вариант АКМ), АКМС-МФ (самозарядный вариант АКМС), «Форт-201» и «Форт-202» (АКМС-МФ со складным металлическим прикладом), «Форт-205» (АКМ-МФ с деревянным прикладом), «Форт-206» (АКМТ-МФ с новым пластмассовым цевьем, ствольной накладкой и телескопическим прикладом).
В это же время харьковская фирма ООО «СОБР» начала выпуск конверсионных самозарядных вариантов автоматов Калашникова под наименованием самозарядные карабины «Вулкан». Оружие выпускалось в нескольких вариантах исполнения: 7,62-мм самозарядный карабин «Вулкан М» (АКМС); 5,45-мм самозарядный карабин «Вулкан Т» (АКС-74) и 5,45-мм самозарядный карабин «Вулкан ТК» (АКС-74У).
26 мая 2010 года Кабинет министров Украины утвердил решение о утилизации 214 334 шт. стрелкового оружия (в том числе, 97 625 шт. автоматов АК-74 и 62 084 шт. автоматов АКМ), которое должно было быть уничтожено. 29 февраля 2012 года было утверждено решение о утилизации дополнительного количества автоматов.
10 октября 2012 года киевский завод «Маяк» запатентовал вариант модернизации автоматов АКМ и АКМС методом установки на них складного металлического приклада от АКС-74. В 2013 году на заводе была освоена переделка советских 7,62-мм автоматов Калашникова АКМ и АКМС со складов хранения министерства обороны Украины в самозарядные охотничьи карабины c 10-зарядным магазином:
- МКМ-072 (АКМ с штатным постоянным прикладом);
- МКМ-072Сб (АКМС со складным прикладом от автомата АКС-74);
- МКМ-072Сн (АКМС с сохранённым штатным складным прикладом).

После начала боевых действий весной 2014 года отмечены случаи использования модернизированных образцов автоматов Калашникова в войсках (с установкой прицельных планок, дульного тормоза, прицелов и др.).
Также были возобновлены работы над созданием передельного автомата по схеме булл-пап (который получил наименование «Малюк»).
4 апреля 2015 года была представлена «оперативно-портативная винтовка ГОПАК» (которая представляет собой переделку 7,62-мм автомата Калашникова в неавтоматическое оружие с ручным перезаряжанием и глушителем звука выстрела).
В апреле 2015 года на выставке «Волонтёр Экспо» в Киеве был представлен демонстрационный образец 7,62-мм автомата АКМ, в инициативном порядке переделанный по образцу автомата «Малюк» 2003 года старшим лейтенантом батальона «Киев-2» МВД Украины Романом Сапальовым. Представитель оружейной мастерской Наталья Куцкая сообщила журналистам, что стоимость переделки одного автомата АКМ по предложенной схеме составляет 5200 гривен.